# Pilea angolensis
Pilea angolensis är en nässelväxtart. Pilea angolensis ingår i släktet pileor, och familjen nässelväxter.

## Underarter
Arten delas in i följande underarter:
- P. a. angolensis
- P. a. christiaensenii